# El último recreo
El último recreo es una serie de historieta postapocalíptica creación del guionista Carlos Trillo y el dibujante Horacio Altuna, argentinos ambos.
La historieta presenta un mundo en el que solo los niños y niñas han sobrevivido, ya que ha estallado una bomba cuyos efectos devastadores solo sufren aquellos que han alcanzado la madurez sexual. En un mundo sin adultos y casi sin otras reglas que las que pueden imponer la fuerza y la violencia, los distintos personajes se encuentran desamparados y desatados, convirtiéndose unos en víctimas y otros en victimarios.
La serie fue editada originalmente en España, en la revista 1984. Fueron doce episodios en blanco y negro, de ocho páginas cada uno, a partir de la primera aparición en junio de 1982. La Urraca, en la Argentina, reeditó la serie, los primeros números en Superhumor y los siguientes en Fierro. Posteriormente, la historieta fue publicada en formato de álbum, completando la serie dos volúmenes que aparecieron en 1990 y 1991.